# Kep (provins)
Kep är en provins i Kambodja. Den ligger i den södra delen av landet, 130 km sydväst om huvudstaden Phnom Penh. Antalet invånare är 40 280. Arean är 336 kvadratkilometer.
Kep delas in i:
- Srŏk Dâmnăk Châng'aeur
- Kep (quận)

Följande samhällen finns i Kep:
- Kep